# Andre Norton-díj
Az Amerikai Science Fiction és Fantasy Írók Egyesületének (Science Fiction and Fantasy Writers of America; SFWA) tagjai ítélnek oda a legjobb fiatal szerzőnek sci-fi vagy fantasy témakörben írt munkájáért.

## Kritériumok
Csak az angol nyelven is megjelent publikációk számítanak.
2006 óta osztják ki, a Nebula-díjjal egyidőben.

## Díjazottak
- 2011: Delia Sherman: The Freedom Maze
- 2010: Terry Pratchett: I Shall Wear Midnight
- 2009: Catherynne M. Valente: The Girl Who Circumnavigated Fairyland in a Ship of Her Own Making
- 2008: Ysabeau S. Wilce: How a Girl of Spirit Gambles All to Expand Her Vocabulary, Confront a Bouncing Boy Terror, and Try to Save Califa from a Shaky Doom (Despite Being Confined to Her Room)
- 2007: Joanne Kathleen Rowling: Harry Potter & the Deathly Hallows
- 2006: Justine Larbalestier: Magic or Madness
- 2005: Holly Black: Valiant: A Modern Tale of Faerie